# Vitória Strada
Vitória Longaray Strada, née le 12 octobre 1996 à Porto Alegre, est une actrice brésilienne connue pour avoir joué[Quoi ?]. En 2022, elle participe à Dança dos Famosos, la version brésilienne de Danse avec les stars. Elle termine à la 1re place.

## Filmographie
- 2017 : Tempo de Amar (série télévisée)
- 2018 : Espelho da Vida (série télévisée) [2]
- 2020 : Salve-se Quem Puder (série télévisée)
- 2021 : Um Lugar ao Sol (série télévisée)
- 2022: Dança dos Famosos 19
- 2025: Big Brother Brasil 25